# Haines (Alaska)
Pour les articles homonymes, voir Haines.
Haines (en tlingit Deishú) est un census-designated place et le siège du borough de Haines, dans l’État d’Alaska, aux États-Unis. Haines est située dans le sud-est de l'Alaska, en bordure du canal Lynn. En 2002, la ville de Haines et le borough de Haines fusionnent. 
Lors du recensement de 2010, sa population s’élevait à 1 713 habitants.

## Démographie
| 1900 | 1910 | 1920 | 1930 | 1940 | 1950 |
| ---- | ---- | ---- | ---- | ---- | ---- |
| 85   | 445  | 314  | 344  | 357  | 338  |

| 1960 | 1970 | 1980 | 1990  | 2000  | 2010  |
| ---- | ---- | ---- | ----- | ----- | ----- |
| 392  | 463  | 993  | 1 238 | 1 811 | 1 713 |

## Presse
L’hebdomadaire local est le Chilkat Valley News.

## Dans la culture populaire
Haines est mentionnée dans le film El Camino, sorti en 2019, étant la ville proche du lieu de fuite de Jesse Pinkman.

## Référence
- (en) Cet article est partiellement ou en totalité issu de l’article de Wikipédia en anglais intitulé « Haines, Alaska » (voir la liste des auteurs).

1. ↑  « Haines Borough, Alaska », sur dcced.maps.arcgis.com (consulté le 7 février 2021)
2. ↑  « Haines Government History | Haines Alaska », sur www.hainesalaska.gov (consulté le 7 février 2021)
3. ↑  « Statistiques des États-Unis - Alaska - Profils des communautés de 2010 » (consulté en novembre 2020)